# Cinia Oy
Cinia Oy est une entreprise publique assurant les services d'un opérateur de réseaux en Finlande.

## Présentation
Fondée en 2015, Cinia, fournit des solutions sécurisées de mise en réseau et des logiciels.
Cinia est spécialisée dans le développement d'applications informatiques, les cyber technologies et les environnements d'exploitation critiques.
Ses clients comprennent des entreprises nationales et internationales ainsi que des fonctions vitales du secteur public de Finlande..
Le Cinia maintient une dorsale Internet dont une des artères est le C-Lion1 (en).

## Actionnaires
Les actionniaires de Cinia sont:
- État de Finlande, 77,528 %
- Ilmarinen, 11,236 %
- groupe OP, 11,236 %